# Ioannis Tsilis
Ioannis Tsilis –en griego, Ιωάννης Τσίλης– (Ioánina, 15 de julio de 1986) es un deportista griego que compitió en remo.
Ganó dos medallas de plata en el Campeonato Mundial de Remo, en los años 2010 y 2011, y seis medallas en el Campeonato Europeo de Remo entre los años 2007 y 2015.
Participó en dos Juegos Olímpicos de Verano, ocupando el cuarto lugar en Londres 2012 y el octavo en Río de Janeiro 2016, en la prueba de cuatro sin timonel.

## Palmarés internacional
| Campeonato Mundial | Campeonato Mundial          | Campeonato Mundial | Campeonato Mundial |
| Año                | Lugar                       | Medalla            | Prueba             |
| ------------------ | --------------------------- | ------------------ | ------------------ |
| 2010               | Cambridge (Nueva Zelanda)   | Medalla de plata   | Cuatro sin timonel |
| 2011               | Bled (Eslovenia)            | Medalla de plata   | Cuatro sin timonel |
| Campeonato Europeo |                             |                    |                    |
| Año                | Lugar                       | Medalla            | Prueba             |
| 2007               | Poznań (Polonia)            | Medalla de bronce  | Cuatro sin timonel |
| 2008               | Maratón (Grecia)            | Medalla de oro     | Cuatro sin timonel |
| 2010               | Montemor-o-Velho (Portugal) | Medalla de plata   | Cuatro sin timonel |
| 2011               | Plovdiv (Bulgaria)          | Medalla de oro     | Cuatro sin timonel |
| 2014               | Belgrado (Serbia)           | Medalla de plata   | Cuatro sin timonel |
| 2015               | Poznań (Polonia)            | Medalla de plata   | Cuatro sin timonel |